# Saporoger Kosaken

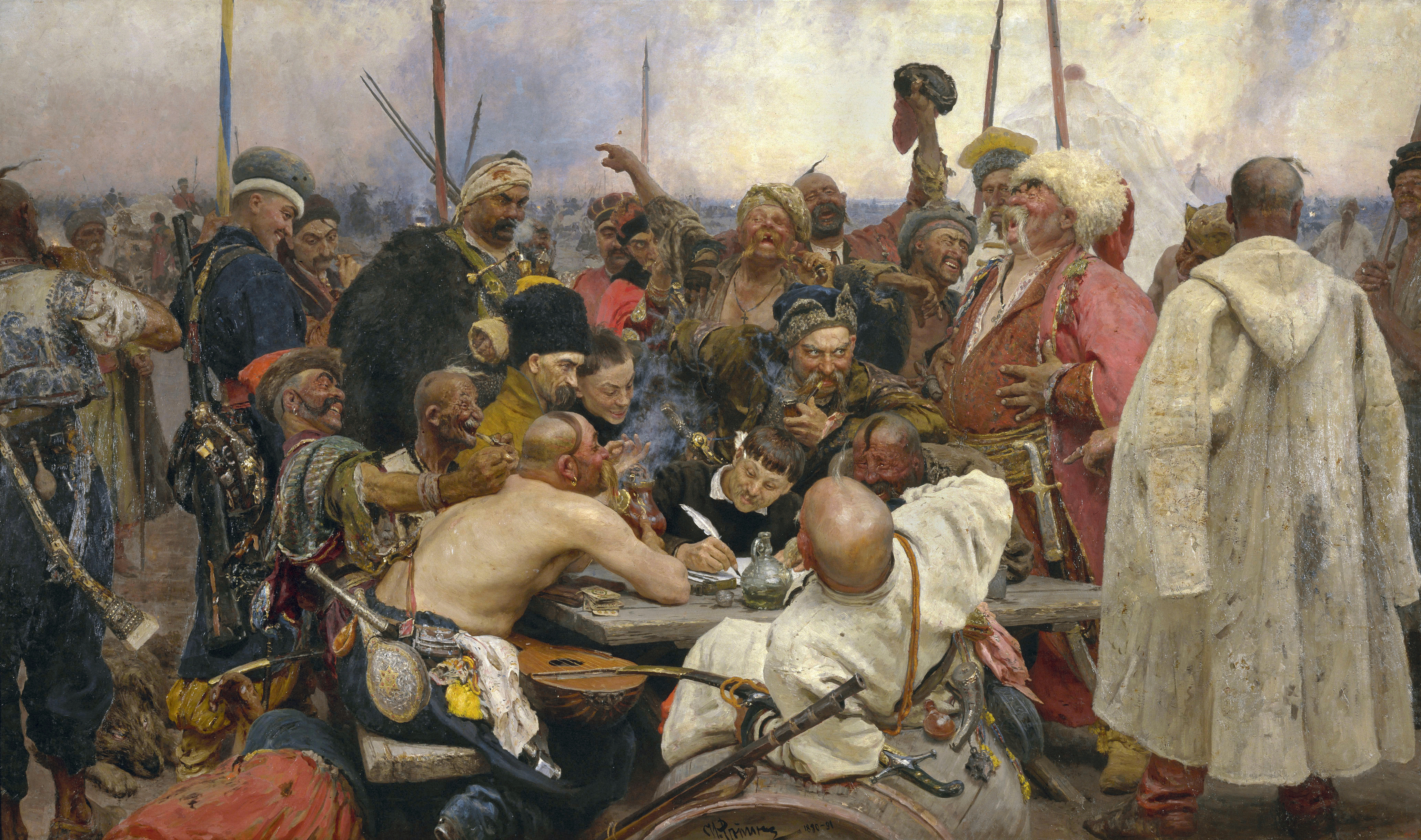
Ilja Repin: Die Saporoger Kosaken schreiben dem türkischen Sultan einen Brief (1891)

Die Saporoger Kosaken (ukrainisch Запорожці Saporoschzi; russisch Запорожцы Saporoschzy, auch: Saporoscher Kosaken, von ukrainisch Запоріжжя für Saporischschja und russisch Запорожье für Saporoschje – deutsch: „Land hinter den Stromschnellen“) waren eine distinkte Gemeinschaft der Kosaken, die ab dem späten 15. Jahrhundert am unteren Lauf des Dnepr hinter den sogenannten Dnepr-Stromschnellen siedelten. In diesem Steppengebiet (Teil des Wilden Feldes), das durch die umliegenden Staaten kaum kontrolliert wurde, konnten sie frei leben und kleine Städtchen und Siedlungen aus Holz errichten, die sogenannten Sitschs. Das Saporoger Kosakenheer als militärische Organisation der Kosaken wählte ab dem 16. Jahrhundert einen Hetman als Anführer. Sie führten einen Kleinkrieg gegen die Krimtataren und beantworteten deren häufige Raubzüge mit Angriffen auf die Küstenstädte des Krimkhanats, wo sie zahlreiche Sklaven befreiten. Die überwiegend ostslawischen und östlich orthodoxen Saporoger Kosaken pflegten ein wechselhaftes Verhältnis zur Adelsrepublik Polen-Litauen, aus der die meisten von ihnen als ehemalige Bauern geflohen waren. Immer wieder initiierten sie Volksaufstände, versuchten aber auch, in den offiziellen Militärdienst der polnischen Krone zu treten und einen privilegierten Stand zu bekommen. Während des Chmelnyzkyj-Aufstandes gegen Polen-Litauen entstand 1648 das quasistaatliche Kosaken-Hetmanat, das weite Teile der heutigen Ukraine umfasste und sich 1654 im Vertrag von Perejaslaw unter den Schutz Russlands stellte. Im Verlauf des Russisch-Polnischen Krieges 1654–1667 spaltete sich das Hetmanat auf. In der Rechtsufrigen Ukraine (rechts des Dnepr), die bei Polen verblieb, wurde das Hetmanat nach Kriegsende aufgelöst. In der russischen Linksufrigen Ukraine existierte es hingegen als autonomes Herrschaftsgebiet bis 1775, als es von Katharina der Großen aufgelöst wurde. Die Oberschicht der Saporoger Kosaken wurde dabei in den russischen Adel integriert, viele bekamen Ländereien im Kuban-Gebiet, wo das Schwarzmeer-Kosakenheer entstand. Ein Teil der Kosaken protestierte gegen die Auflösung ihrer Autonomie und flüchtete ins Osmanische Reich.

## Saporoger Sitsch

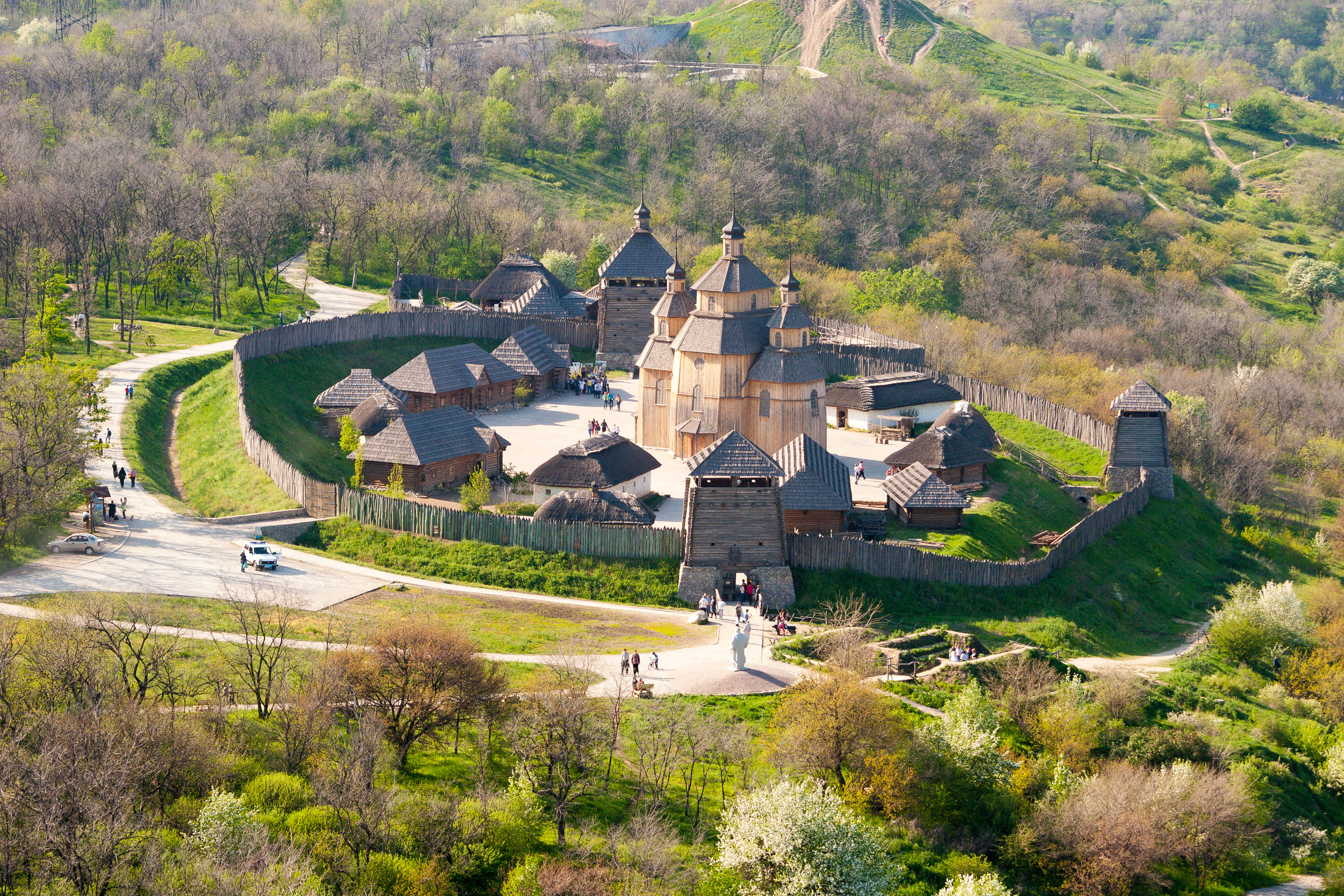
Historisch-kultureller Komplex auf der Insel Chortyzja

An der Wende vom 15. zum 16. Jahrhundert entflohen leibeigene Bauern aus Ostmitteleuropa und Osteuropa dem Joch ihrer Feudalherren sowie in den polnisch beherrschten Teilen der heutigen Ukraine und von Belarus der Zwangskatholisierung und ließen sich am Unterlauf des Dnepr im strittigen und dadurch herrenlosen Grenzgebiet europäischer und asiatischer Staaten nieder. Wegen der dortigen unbefahrbaren Stromschnellen mussten Dnepr-Flussreisende an dieser Stelle den Landweg benutzen. Die Stromschnellen waren daher jahrhundertelang von großer strategischer Bedeutung. In Anlehnung an nomadische Turkvölker nannten sie sich Kosaken, was etwa so viel wie „Freie Menschen“ bedeutete. Auf der Insel Chortyzja, vom Binnenland aus gesehen jenseits der Stromschnellen (ukr. sa poróhami), entstand der Hort des Saporoger Kosakentums, die berühmte Saporoger Sitsch (ukrainisch Запоріжська Січ Saporischska Sitsch). Ihr Siedlungsgebiet erstreckte sich über das küstenferne Landesinnere der heutigen ukrainischen Region Saporischschja, umfasste aber auch die heutigen ostukrainischen Regionen Kirowohrad, Dnipropetrowsk und Donezk (ohne Küstengebiet).
Im 17. Jahrhundert wurden die Kosaken zu einem privilegierten Militärstand im russischen Zarenreich, der an den Landesgrenzen Boden erhielt, dafür aber diese Grenzen militärisch schützen musste. Unter dem Druck, sich in die staatliche Ordnung des Zarenreichs zu fügen, unterstellten sie sich allerdings 1711–1739 der Herrschaft der Hohen Pforte und der Krimtataren.

## Geschichte
Dieser Artikel basiert auf einem gemeinfreien Text aus Meyers Konversations-Lexikon, 4. Auflage von 1888 bis 1890.
Die Saporoger Kosaken (d. h. die hinter den Stromschnellen des Dnepr wohnenden Kosaken) sind der älteste Kosakenstamm. Schon 1304 wird ihr Ataman Kritikija urkundlich erwähnt. Die Saporoger Kosaken hatten in ihrer Einrichtung große Ähnlichkeit mit den Deutschen Rittern in Preußen, obschon ihre Verfassung demokratisch war. Alle Saporoger waren untereinander gleich, und damit kein Hausstand den Kosaken von seinen Pflichten abhielt, war Ehelosigkeit Gesetz. Als sich mit der Zeit die Einwanderungen häuften und sich selbst Familien innerhalb der Grenzen des Saporoger Landes niederließen, veränderte sich der Zustand nur insofern, als die Unverheirateten die herrschende Kaste bildeten und nur aus ihnen die Mitglieder der Regierung gewählt wurden.
Der Zentralsitz (Sitsch) war meist in einem unzugänglichen Ort, später auf der Insel Chortyzja. Außerdem hatte aber noch jede einzelne Genossenschaft ihren besonderen Sitz (Polanke) für die eignen inneren Angelegenheiten. Die Besetzung der Stellen geschah an jedem Neujahr durch die Volksversammlung. Das Oberhaupt (Ataman koschewoi) regierte während seines Regierungsjahrs unumschränkt, im Krieg als Oberfeldherr, im Frieden als oberster Richter. Ihm standen die Ältesten (Starschinen) zur Seite, welche die Vollstrecker seines Willens waren. Ein geschriebenes Gesetz war nicht vorhanden; Streitigkeiten wurden nach dem Herkommen geschlichtet. Das Saporoger Land war in Distrikte geteilt, die unter Obersten (polkowniki) standen. Die Sitsch zerfiel in Kurenen, über die ein Kurenoi Ataman gesetzt war. In der Regel wohnten 40–60 Kosaken in einem Haus und führten gemeinschaftliche Wirtschaft; nur die Waffen, anfangs Pfeil und Bogen, später Flinte und Pistole, Lanze und Säbel, sowie Pferde besaß jeder für sich. In der Sitsch befanden sich die Schatzkammer, das Arsenal und die Kleinodien: Fahne, Kommandostab (bulawa), Rossschweif und Siegel. Außerhalb der Sitsch und der Polanken lagen die Simowniki, eine Art Magazine. Die Dörfer wurden nur von verheirateten Kosaken und ihren Familien bewohnt, während die Bauern, meist aus Gefangenen bestehend, auf Vorwerken ihren Aufenthalt hatten und im Sommer als Hirten in den weiten Steppen herumzogen.

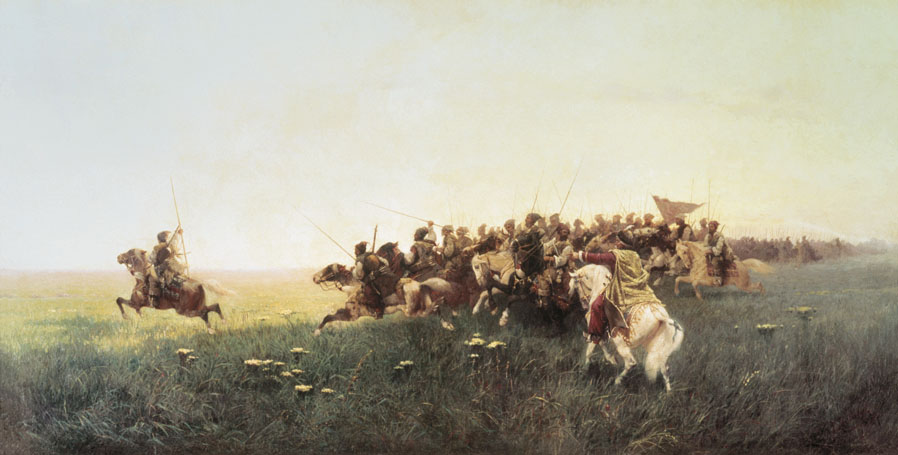
Angriff der Saporoger Kosaken in der Steppe. Ein Bild von Franz Roubaud, 1881

Die Kosaken führten Feldzüge gegen die Türken und Tataren, um deren Herrschaft zu schwächen und Sklaven zu befreien. Ihre Seeangriffe wurden im 16. und 17. Jahrhundert so bedeutend, dass die Türken sich gezwungen sahen, die Mündungen des Dnepr durch zwei Festungen, Otschakiw und Kinburn, zu bewachen und den Fluss durch eine Kette zu sperren. Aber auch diese Vorsicht vereitelte bald die Schlauheit der Kosaken, und ihre Kühnheit wurde so groß, dass sie nicht nur Trabzon, Sinop und andere Städte Kleinasiens mehr als einmal überfielen, sondern selbst Konstantinopel bedrohten. Seit 1589 sich in immerwährendem Krieg mit Polen befindend, das ihnen ihre Freiheiten nahm, unterwarfen sie sich 1654 Russland.
Nach dem Aufstand Iwan Masepas zerstörte Peter I. ihre Sitsch, und die Saporoger flüchteten zu den Türken, nach der Krim und der Dneprmündung und stellten sich unter den Schutz des Tatarenkhans. Ihr alter Hass gegen die Tataren erwachte aber bald von neuem und führte endlich zu einem Bruch, der die Kosaken bestimmte, ihre Unterwerfung der Zarin Anna anzutragen. Nachdem sie ihre Treue im Kampf gegen die Türken an den Tag gelegt, erhielten sie 1742 und 1750 die von Peter eroberten Kleinodien zurück. Doch auch für sie hatten sich die Zeiten geändert. Räubereien auf russischem Boden wurden auf das strengste bestraft, gegen die ohnmächtigen Tataren und Polen bedurfte man ihrer nicht mehr, und so dachte man nur daran, ihre Macht zu schwächen. Die Kaiserin sandte Emissäre in die Donauländer, um Serben zu befehlen, die Türkei zu verlassen und sich am Bug, also auf saporogischem Grund und Boden, niederzulassen. So entstanden binnen kurzem daselbst etwa 50 Ortschaften mit 60.000 Bewohnern. Der ganze Distrikt erhielt den Namen „Neuserbien“. Zwischen den neuen, fleißig Ackerbau treibenden Ansiedlern und den frei-tatarischen Neigungen einzelner Saporoger entstanden sehr bald Reibungen, welche auf die Dauer zu unhaltbaren Zuständen führten. So ließ Katharina die Große im Jahre 1775 die Sitsch von russischen regulären Truppen umzingeln und aufheben.

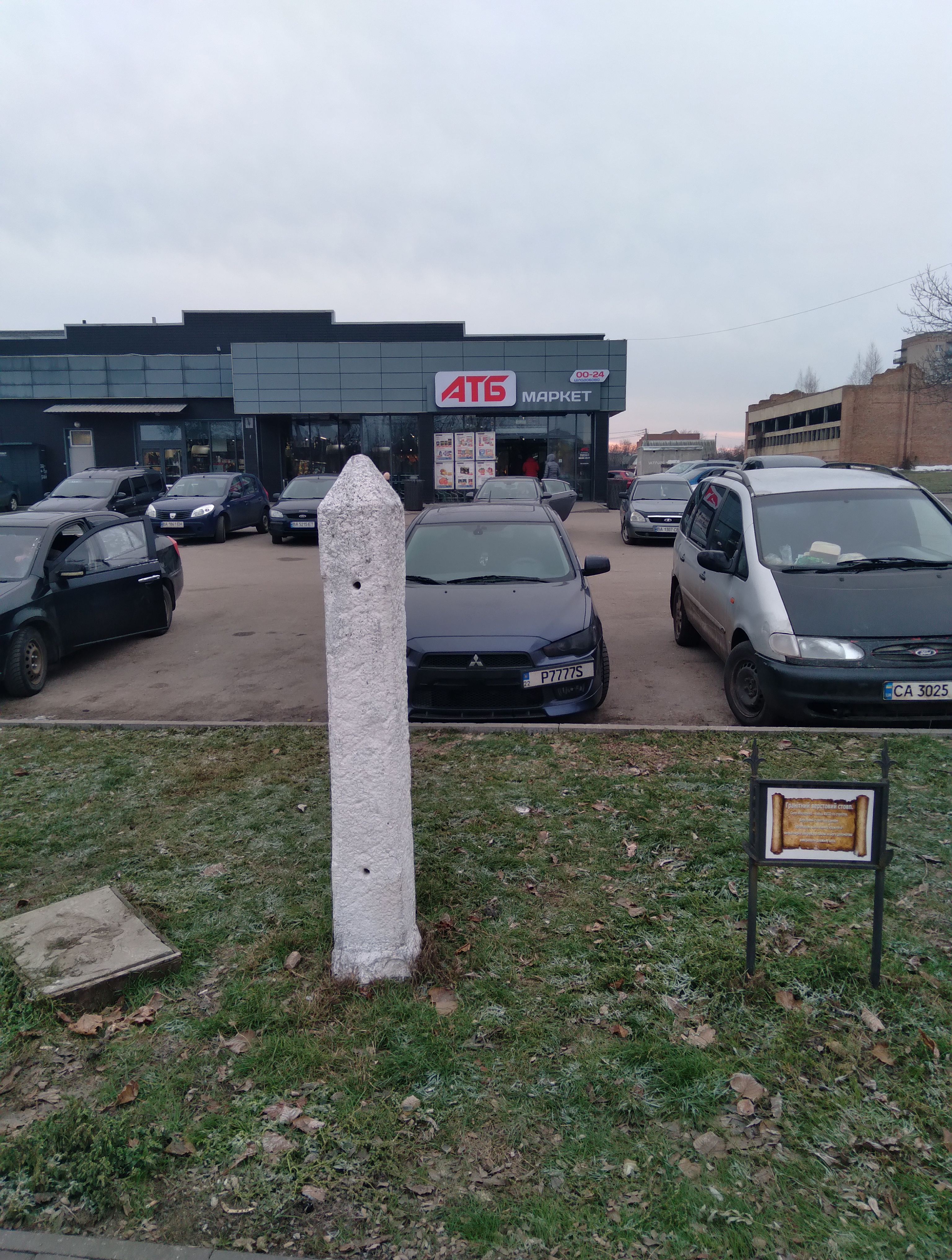
Eine Granitsäule, die im 18. Jahrhundert zur Markierung des Territoriums diente (gefunden im Dorf Moschoryne)

Ein Teil der Saporoger floh in das Osmanische Reich, andere zerstreuten sich über ganz Russland. Der Türkenherrschaft müde, kehrten die Ersteren 1828 nach Russland zurück und bildeten die Asowschen und Neurussländischen Kosaken; aber auch die in die Krim Geflohenen fanden dort keine Ruhe, denn zwei Jahre später wurde die Krim ebenfalls russische Provinz. Da stellte sich ein Teil der Flüchtlinge der Zarin zur Verfügung. Sie erhielten ihre Wohnsitze am Kuban angewiesen, führten aber fortan nicht mehr den Namen Saporoger, sondern hießen Schwarzmeerkosaken (Tschernomorzy).
Die Geschichte dieser Kosakengruppe wird in dem Museum des Saporoger Kosakentums dargestellt. Die Ausstellung entstand aus einem anfänglichen Heimatmuseum, das im Jahr 2000 umgestaltet wurde.